# Josipina Turnograjska
Josipina Urbančič (nume de căsătorie Toman), care a publicat sub pseudonimul Josipina Turnogradska (denumită mai târziu Turnograjska, n. 9 iulie 1833, Preddvor, Preddvor, Slovenia – d. 1 iunie 1854, Graz, Imperiul Austriac), a fost una dintre primele scriitoare, poete și compozitoare slovene.

## Biografie
Josipina a fost botezată ca Josepha Constantia Anna Urbantschitsch. Ea s-a născut la Castelul Turn⁠(d), atunci parte a Imperiului Austriac, (acum parte a comunei Preddvor), de la numele castelului și-a ales pseudonimul Turnograjska (literal „de Castelul Turn”). Când a trimis prima ei povestire editorului revistei literare Slovenska Bčela, ea a explicat alegerea numelui scriind: „Fiii slavi sunt dornici să-și arate puterea și valoarea. De ce să nu aibă fiicele slave aceeași dorință? Acesta este motivul pentru care am decis să încerc să scriu ceva în limba mea blândă și îndrăznesc să trimit la lumina zilei o povestire din colecția mea și să vă rog să o includeți în publicația dvs. Numele meu este Josipina Turnograjska, deoarece Castelul Turn este casa mea.” 
Părinții ei au fost Johann Nepomuk Urbantschitsch și Josephina Terpinz, din Craina locală. Tatăl ei a murit când ea a avut doar opt ani. 
A fost educată de profesori privați în Castelul Turn, în special în muzică, religie, precum și în latină și italiană. Ea a învățat singură limba franceză. După 1849, un nou tutore a extins materiile de instruire pentru a include greaca veche, științele naturale și istoria, cu un accent deosebit pe slovenă și istoria popoarelor slave. Această schimbare s-a dovedit a fi catalizatorul trezirii unui entuziasm național în Josipina, care a făcut-o să decidă să devină scriitoare. 
În 1850 s-a logodit cu Lovro Toman⁠(d), un poet care va deveni mai târziu un avocat de succes și un politician influent. Toman a studiat dreptul la Graz și în timpul logodnei lor cei doi au avut o bogată corespondență. Mai mult de o mie de scrisori au supraviețuit, unele de până la douăzeci și cinci de pagini. Importanța acestor scrisori nu este dată doar pentru că arată relația și sentimentele celor doi îndrăgostiți despărțiți, ci și pentru că oferă o perspectivă importantă asupra vieții de zi cu zi de la mijlocul secolului al XIX-lea în Țările Slovene. În 1853 s-au căsătorit și datorită slujbei lui Toman, s-au mutat definitiv la Graz. Josipina a murit acolo un an mai târziu, după o combinație de complicații la nașterea copilului și rujeolă. A avut doar 20 de ani. Este înmormântată la Graz, în cimitirul Sfântului Lenart.
Mira Delavec a scris despre ea un roman biografic intitulat Șoapta canapelei roșii (Šepet rdeče zofe).

## Lucrări scrise

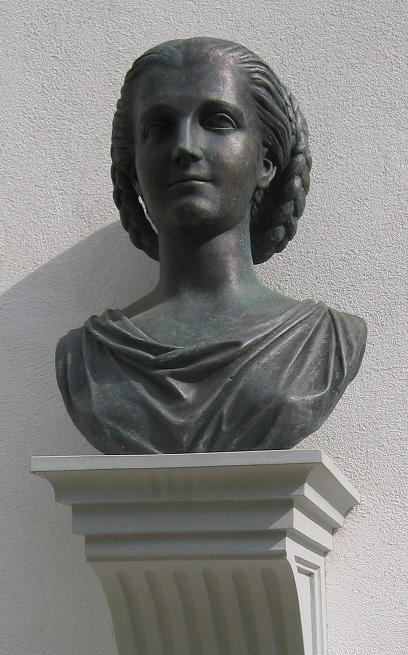
Bustul Josipinei Turnograjska de pe fațada Castelului Turn din Preddvor

Josipina a avut cunoștințe extinse despre literatura slovenă și europeană și a admirat foarte mult poezia lui France Prešeren (i-a copiat stilul în scrisul ei), pe scriitorii romantici germani precum și romanele de aventuri populare ale vremii. În scrierile ei a pus accent pe rolul femeilor ca scriitoare, precum și pe trezirea națională. Munca ei a fost apreciată în alte zone ale lumii vorbitoare de slavă (Rusia și Țările Cehe), mai ales pentru că a scris într-o limbă slavă. 
În perioada de după căderea regimului absolutist Metternich, cenzura strictă a fost slăbită și activitățile culturale cu o notă mai puternică slovenă și slavă au început să înflorească. Opera Josipinei a fost marcată de ideile naționalismului romantic, care în Țările Slovene era legat de mutualismul⁠(d)  și panslavismul slav.
În scurta ei viață creativă, Josipina Turnograjska a scris în jur de treizeci de povestiri, prima când avea doar șaptesprezece ani. Ea și-a ales sursa de inspirație din istoria slovenilor și a altor popoare slave, precum și din legendele populare. Ea a pus mare accent pe descrierile poetice ale naturii. 
Cinci dintre povestirile ei au fost publicate în revistele literare Slovenska Bčela („Albina slovenă”, 1851) editată de Anton Janežič⁠(d), trei în Zora („Zori”) și una în almanahul Vodnikov spomenik („Monumentul lui Vodnik⁠(d) ”, 1852 – 1853). Aproximativ douăzeci de texte au rămas nepublicate în momentul morții ei.
Una dintre cele mai cunoscute lucrări ale sale este povestirea Veronicăi de Desenice, o eroină tragică din perioada Renașterii, care a fost ucisă din cauza relației amoroase cu Frederic al II-lea la curtea Conților de Celje. În povestirea sa, intitulată Nedolžnost in sila (Inocență și forță), ea a dezvoltat motivul Veronicii ca eroină slavă și a slavizat numele lui Hermann al II-lea de Celje și al fiului său Frederick ca Jerman și Miroslav. 
O altă povestire, Rožmanova Lenčica, a prezentat, de asemenea, o eroină feminină din secolul al XV-lea care a luptat contra turcilor în locul tatălui ei ucis și s-a întors să se căsătorească cu iubitul ei pe insula Bled. 
Alte povestiri importante sunt: Izdajstvo in sprava (Trădare și reconciliere), despre eroul albanez Gerge Kastrioti Skanderbeg, Povest o Bolgarskem knezu Borisu (Povestea ducelui bulgar Boris) despre convertirea bulgarilor la creștinism sau povestirea Slavljanski mučenik (Un slav martir) despre eroul politic slovac Vilko Šulek care a fost executat de maghiari. 
În Svatoboj puščavnik (Svatoboj Pustnicul), ea a scris despre un conducător învins care a mers în deșert unde, în simplele împrejurimi, a recunoscut importanța vieții. 
Ea a scris două poezii: Zmiraj krasna je narava (Întotdeauna frumoasă e natura) și Donava (Dunărea). 
De asemenea, a compus o serie de cântece pentru pian cu versuri slovene.
Povestiri
- Boris, Zora 1852
- Carigrajski Patriarh, Slovenec 1851
- Cesar v Ljubljani, 1850
- Domoljubje, 1850
- Donava, 1854
- Hoja iz Preddvora na Turn, 1850
- Izdajstvo in sprava, Slovenska bčela 1851
- Jelen, 1850
- Jesen, 1850
- Kakor bo božja volja, tako pa bo, 1850
- Katarina, ruska carica
- Lep izgled ljubezni do sovražnikov, 1850
- Marula,1851, Vodnikov spomenik 1859
- Moč vesti, 1851
- Na grobu Prešerna, 1851
- Nedolžnost in sila, Slovenska bčela 1851
- Nepoznani dvobojnik, 1851
- Nesrečen prepir, 1850
- Nikola Zrinji, največji slavjanski vojak, 1851
- Očetova kletev, 1850
- Petelin, 1850
- Poljski rodoljub, 1850
- Pomlad
- Popotnik, 1850
- Povračilo, 1850
- Razvaline Pustiga grada, 1850
- Rožmanova Lenčica, Zora 1852
- Slavljanski mučenik, Slovenska  bčela 1851
- Sodba Bretislavova, 1850
- Spitignejev in udova, 1851
- Sprava, 1850
- Svatoboj puščavnik, Slovenska bčela 1851
- Svoboda, 1850
- Svobodoljubna Slavjanka, 1850
- Trdoslav, Zora 1852
- Vilica, 1851
- Vojvoda Ferdinand Brannšveigovski in francozki v vojski vjeti oficirji, 1850
- Zvestoba do smrti, Slovenska bčela 1851

Cântece
- Zmiraj krasna je narava
- Noč na grobu
- Smereka

## Moștenire
Nepotul Josipinei Urbančič a fost medicul vienez Viktor Urbantschitsch⁠(d). Acesta a fost bunicul actorului austro-germano-american Christoph Waltz.
În memorie ei, Societatea Culturală Josipina Turnograjska îi poartă numele. Mai multe străzi îi poartă numele - din Ljubljana, Maribor etc.
Istoria literară slovenă nu a acordat o importanță deosebită Josipinei Turnograjska ca poetă, doar ca povestitoare.